# ドモン・カッシュ
ドモン・カッシュ (Domon Kasshu) は、テレビアニメ『機動武闘伝Gガンダム』に登場する架空の人物。ネオジャパン代表のガンダムファイターで、本作の主人公である。
担当声優は関智一。

## 設定
- 国籍:ネオジャパン
- 年齢:20歳[1]
- 生年月日:F.C39年7月24日[1]
- 星座:獅子座[1]
- 身長:180cm[1]
- 体重:78kg[1]
- 血液型:O型[1]
- 特技:武道全般[1]

ネオジャパンコロニー出身のガンダムファイターで、コロニー格闘技の覇者たる証キング・オブ・ハートの紋章を右手に持つ。
ガンダムファイト時の補佐パートナーは幼馴染のレイン・ミカムラ。
ファイティングスーツは胸部に日本の日の丸があしらわれた黒地の物を着用。
戦いの時は熱くなるが、普段は寡黙で無愛想かつぶっきらぼう。態度や言動に関しても挑発的かつ刺々しさが目立っており、目上や初対面の相手に対しても変わらない。しかし、こうした振る舞いは彼本来の性格ではなく、境遇によって形成された事が示唆されており、家族や師匠との会話時にそれを窺い知る事が出来る。
歴代主人公の中で初の成人であり、テレビシリーズでは唯一の（第1話時点からの）大人の主人公でもある。
作品の序盤では不器用で自分をうまく表現することの出来ない男だったが、数々の出会いと戦いを通じ成長していく。

## 背景
科学者の家庭に生まれ、8歳の時、エリート校への進路を父に勝手に決められたことをきっかけに家出し密輸船に密航するも、乗り合わせていた犯罪者たちに見つかって監禁されていたところを東方不敗マスター・アジアに救われる。ドモンは一度親元に保護される。十歳の頃にマスター・アジアに師事し、十年をかけ流派東方不敗を体得した。修行を積み武闘家として成長したドモンに、マスター・アジアは自身のキング・オブ・ハートの紋章を授け、その直後に姿をくらます。そして、ドモンは10年もの間留守にしていた故郷・ネオジャパンへようやく帰るが、そこでネオジャパンの軍人であるウルベ・イシカワ少佐から衝撃的な話を聞かされる。
父ライゾウ・カッシュは地球環境再生のためにアルティメットガンダム = デビルガンダムを製作したのだが、その一方で兄キョウジ・カッシュはその完成したガンダムを兵器として使用し、この宇宙のコロニー連合と地球を制圧しようと計画していたというのだ。ウルベ少佐率いるネオジャパン軍はそれを阻止しようと踏み込んだが、キョウジはまだ完成したばかりのデビルガンダムに乗り込み包囲網を強行突破し、ネオジャパンコロニーを脱出したのち地球へと落下していった。この戦闘の際に、母ミキノ・カッシュはキョウジの巻き添えとなり死亡。また、ライゾウも共謀したものと見なされ、その友人であり共同で研究開発をしていたミカムラ博士の取りなしで死刑は免れるも、国家反逆罪で永久冷凍刑に処せられた。一方、地球へと落下したデビルガンダムは激しく損傷したとはいえ、復活することが予期された。しかし、地上の統治権は前ガンダムファイト優勝国のネオホンコンにあるため、ネオジャパンがうかつに手を出すことは出来ない。そこで4年に一度地球上を自由に動けるガンダムファイトを利用して、デビルガンダムをキョウジの手から取り戻すことが計画される。
ここでドモンはウルベ少佐より、永久冷凍刑となった父ライゾウを救う引き換えとしてガンダムファイトの優勝とデビルガンダムの奪還を提案される。断る余地の無いドモンは仇となった兄キョウジを捜すためにも、ネオジャパン代表のガンダムファイターとして半ば強制的にガンダムファイトへ出場することになる。しかし、ドモンがガンダムファイトを勝ち進んでいくにしたがって、デビルガンダムを巡る一連の事件の真相が次第に明らかになって行き、ドモンの運命も大きな転機を迎える。

## 戦跡
世界放浪 - 新宿編
ドモンの目的はデビルガンダムを駆る兄キョウジを倒すことであり、各国のガンダムファイターや後の新生シャッフル同盟（チボデー、サイ・サイシー、ジョルジュ、アルゴ）と戦いながらも兄キョウジを追って行く。そして新宿シティに辿り着いたとき、ドモンは衝撃的な事件に遭遇することになる。師匠マスター・アジアはデビルガンダムの手先となっていた。先代シャッフル同盟との別れ、後の新生シャッフル同盟との再会、そして謎のネオドイツのガンダムファイター・シュバルツ。やがて復活したデビルガンダムと闘うが、兄への蟠りを捨てることが出来ずしとめ損ねたばかりか力を与えてしまい、見逃してしまう。
ギアナ高地編
その後、シュバルツとの対戦により己の未熟を悟ったドモンは、かつて師匠マスター・アジアと共に過ごしたギアナ高地で修行に専念。しかし、再びデビルガンダムが姿を現した。シャイニングガンダム・「怒り」のスーパーモードではデビルガンダムに勝てず、シュバルツのアドバイスで「明鏡止水」を会得。そして「真」のスーパーモードを発動させたドモンはマスター・アジアを、そしてデビルガンダムを倒す。シャイニングガンダムは度重なるダメージで大破したため、ギアナ高地に届けられたゴッドガンダムに乗り込み、決勝大会の地・ネオホンコンへ向かう。
決勝大会
トップ成績で突破した各国ガンダムファイターを相手に開会式でドモンはバトルロイヤルで待つ師匠マスター・アジアに挑戦状を叩きつけ、全勝で突破することを宣言。またネオジャパン宿舎での生活が肌に合わないため、地元の老人ハンのジャンク船に優勝候補であるゼウスガンダムを破ったことをきっかけにレインと共に住まわせてもらう。ジャンク船の子供達との生活から以前では見せなかったおどけた面も見せ、ネオスウェーデン代表のアレンビー・ビアズリーとも知り合う。その後も、マスター・アジアやウォンの策略もあり、強豪のガンダムファイターや新生シャッフル同盟の挑戦を退け、シュバルツとの全勝を賭けた最終デスマッチでは、マスター・アジアより伝授された最終奥義「石破天驚拳」でシュバルツを撃破。宣言通り、全勝でバトルロイヤルに進出する。
決勝バトルロイヤル
ランタオ島に降り立ったドモンはマーキロットのゼウスガンダムと交戦し、撃破。その直後、デビルガンダムが出現。DG細胞に感染し、復活したゼウスガンダムを再び撃破する。デビルガンダムを目指すドモンにデビルガンダム四天王（ミケロ、チャップマン、アレンビー）らが立ちふさがるが、新生シャッフル同盟やレインの助太刀もあり、遂にデビルガンダムに辿りつく。その後駆けつけたシュバルツよりデビルガンダム事件の真相、シュバルツの正体はDG細胞で作られたキョウジのクローンであることを知る。やがてシュバルツとキョウジの命が尽きる時が近づき、シュバルツはデビルガンダムのコックピットへ乗り込みキョウジを拘束し、自分達ごとデビルガンダムを討てとドモンに命じる。ドモンは拒否するが彼の叱責もあり、断腸の思いでデビルガンダムを破壊する。そのすぐ後、デビルガンダムを破壊され怒れるマスター・アジアと闘う。闘いの中、マスター・アジアの目的がデビルガンダムによる地球の自然回復のための人類抹殺と知り、ドモンは「人間も自然の一部であり、共に生き続ける人類の抹殺は愚の骨頂」として彼を否定。石破天驚拳の撃ち合いの末、「石破天驚ゴッドフィンガー」でマスター・アジアを撃破。マスター・アジアに「真のキング・オブ・ハート」と認められ、最後の流派・東方不敗の挨拶を交わし、彼の死を見届ける。
デビルガンダムとの決着、そしてレインへの想い
大会に優勝したドモンであったが、実の兄とシュバルツ、師匠の死や責任を感じて姿を消したレインの事もあり、とても晴れがましい気分になれなかった。そんな時、命をかけたミカムラ博士の行動によって、デビルガンダム事件の黒幕であるウルベによりレインがデビルガンダムの生体ユニットにされた事を知るドモン。自ら姿を消したレインの気持ちを思い懊悩するが、今までドモンを応援してくれた仲間たちの励ましもあり奮起、マスター・アジアから受け継いだ風雲再起を駆りレインの元へと向かう。
そして、ネオジャパンコロニーを取り込んだデビルガンダムと対峙し、新生シャッフル同盟や各国のガンダムファイターの助力もあり、ウルベのグランドマスターガンダムを倒す。しかし、最後の敵として立ちふさがったデビルガンダムは既にレインと同化していた。自らの父親が愛する人とその家族を不幸にしてしまったという罪悪感から、ドモンを拒むレインの気持ちを読み取り、激しく攻撃をしかけてくるデビルガンダム。彼女が自分を拒絶している事にショックを受けるドモンだが、アレンビーに「レインに本当の気持ちを伝えろ」と激励される。ドモンはデビルガンダムに取り込まれたレインに向かって、改めて今まで自分を支え続けてくれた事を感謝し、自分の気持ちを告白。デビルガンダムの鎖から解き放たれたレインをドモンは強く抱きしめ、愛を誓い合う。そして二人は「石破ラブラブ天驚拳」でデビルガンダムを撃破。ドモンとレインは「ガンダム・ザ・ガンダム」として地球へと凱旋する。

### ガンダムファイト歴
ガンダムファイトのコールを発したもののみに限る
- サバイバルイレブン
  - ○ネロスガンダム
  - ○ガンダムマックスター
  - △ドラゴンガンダム
  - ○アラクノガンダム
  - △ガンダムローズ
  - △ボルトガンダム
  - ○テキーラガンダム
  - ○ジョンブルガンダム
  - ○ミナレットガンダム
  - -ガンダムシュピーゲル（試合中断）
  - -ガンダムマックスター（試合中断）
- 決勝大会※ここよりゴッドガンダムに乗り換える
  - ○ゼウスガンダム
  - ○コブラガンダム
  - ○マンダラガンダム
  - ○ノーベルガンダム
  - ○ネロスガンダム
  - ○アシュラガンダム&スカルガンダム
  - ○ガンダムマックスター
  - ○ガンダムローズ※非公式試合
  - ○ドラゴンガンダム
  - ○ボルトガンダム&ランバーガンダム
  - ○ガンダムシュピーゲル
- バトルロイヤル
  - ゼウスガンダム、マスターガンダム撃破

引き分けや試合中断はあれども明確に敗北を喫したことは一度も無く、ゴッドガンダムに乗り換えた後は一切負け無しの全勝である。

## 漫画版

### ボンボンKC（漫画 ときた洸一）版
初登場はRound1「ガンダムファイトレディーゴー!!」。展開はアニメ本編とほぼ同じだが、カッシュ博士が冷凍刑に処された場面に居合わせる、タッグ戦の相手がネロスガンダム&ジョンブルガンダムであるなど、異なる部分がある。ウォンとの対面の際、武道を始めた理由に「何をやってもかなわなかった世界一の兄を越えてみたかったから」と話している。

### 超級!機動武闘伝Gガンダム
初登場は第1話「ドモン放浪編 ROUND1」。当初のニヒルな面も多少あるが、作風の違いからコミカルな部分も多く、熱いキャラクターとして描かれている。

## 家族構成
- 父親：ライゾウ・カッシュ - デビルガンダムの開発者。永久冷凍刑に処される。
- 母親：ミキノ・カッシュ - 故人。
- 兄：キョウジ・カッシュ - デビルガンダムの開発者。ガンダムを奪い逃亡。

## その周囲の人々

### メインヒロイン
- レイン・ミカムラ - ドモンの幼馴染でありパートナー。ガンダムのメンテナンスなどを担当するが、稀にモビルトレースシステムを起動してファイターとして戦うこともある。第13話ではドモンと共にシャイニングフィンガーの強化版を発動させた。

### ネオジャパンの人々
- ミカムラ博士 - レインの父親で、シャイニングガンダム・ゴッドガンダムの設計者。本業は医者らしい。カッシュ博士を陥れ、キョウジとデビルガンダムを地球に追いやった張本人である。
- ウルベ・イシカワ - ネオジャパン軍の少佐で、ドモン達をサポートする。しかしその真の目的はデビルガンダムを我が物とすることであった。新シャッフル同盟5人の力を結集した必殺技「シャッフル同盟拳」により倒される。
- カラト委員長 - ネオジャパンガンダムファイトの責任者。ドモンの第13回ガンダムファイト優勝の功績によりネオジャパン首相に。

### 好敵手たち
- チボデー・クロケット - ネオアメリカのガンダムファイターにして、ドモンの好敵手。後のクイーン・ザ・スペード。
- サイ・サイシー - ネオチャイナのガンダムファイターにして、ドモンの好敵手。後のクラブ・エース。
- ジョルジュ・ド・サンド - ネオフランスのガンダムファイターにして、ドモンの好敵手。後のジャック・イン・ダイヤ。
- アルゴ・ガルスキー - ネオロシアのガンダムファイターにして、ドモンの好敵手。後のブラック・ジョーカー。
- アレンビー・ビアズリー - ネオスウェーデンのガンダムファイターにして、ドモンの好敵手。ドモンに好意を持つ。
- シュバルツ・ブルーダー - ネオドイツのガンダムファイター。ドモンに様々な事を伝えようとする。

### 師匠
- 東方不敗マスター・アジア - ドモンの拳の師匠。流派東方不敗の開祖であり、シャッフル同盟の一員という生ける伝説というべき武人。

### 弟子
- ユウゴ・カガミ - 本編の後日談を描いた漫画版に登場したドモンの一番弟子。ドモンの命を受け、ハイパーゴッドガンダムで戦う。

## 主な搭乗機
- GF13-017NJ シャイニングガンダム
- GF13-017NJII ゴッドガンダム

## テーマソング
GET THE WIN
作詞 - 安藤芳彦、作曲・編曲 - 工藤隆、歌 - 関智一
ステ犬のブルース
作詞 - 安藤芳彦、作曲・編曲 - 保刈久明、歌 - 関智一、天野由梨、秋元羊介

## その他
- CDドラマ「世界高達骨牌拳」では、レインや仲間たちと共に映画を見に行くが、映画館をガンダムファイト会場と勘違いしてゴッドガンダムを呼んだり映画館でオープニングを口ずさんだりと奇行に走るうえ、最後には係員として映画館にいたマスター・アジアとの小競り合いじみた闘いの末に映画館を破壊してしまう。
- CDドラマ『サンライズワールドI〜オープン直前、キャラ大混乱!!』ではサンライズワールドの住人として登場。レインとの新婚生活を送っていたが、サンライズワールドの鍵を探しに来訪した一行に食事を邪魔され、部屋を勝手に荒らされた怒りなどから、一行を石破ラブラブ天驚拳で撃退している。また、一行にレインの手作りの肉団子を全部食べられたことを悲しむ彼女に対し、自分なりのケアで落ち着かせる一幕も見られた。
- 今川泰宏によると「ドモンの名前は最初の段階で決定していて、変更も考えたが、あまりにピッタリのネーミングだったため、そのままにした」という[3]。
- 『Gガンダム』の放送開始（1994年4月22日）から26周年に当たる2020年4月22日には、ドモン役の関智一が応援への感謝や2019新型コロナウイルスによる危機への手洗いの推奨として、自身のTwitterでドモンの音声メッセージを公開している[4]。

## 評価
『愛と戦いのロボット 完全保存版』で発表されたアンケート「みんなで選ぶロボットアニメーションベスト100」では、「一番カッコイイヒーローは？」で第5位にランクインした。